# Zavitinsk
Zavitinsk (ryska Завитинск) är en stad i länet Amur oblast i Ryssland. Folkmängden uppgår till cirka 11 000 invånare.